# Mazaleón
Mazaleón è un comune spagnolo di 604 abitanti situato nella comunità autonoma dell'Aragona.
Appartiene a una subregione conosciuta come Frangia d'Aragona. La lingua più parlata in paese è, da sempre, una variante del catalano occidentale.